# 파올리시
파올리시(이탈리아어: Paolisi)는 이탈리아 캄파니아주 베네벤토도의 코무네다. 나폴리로부터 북동쪽 35km 베네벤토 남서쪽 20km 거리에 있다.